# Parapentas silvatica
Parapentas silvatica är en måreväxtart som först beskrevs av Karl Moritz Schumann, och fick sitt nu gällande namn av Cornelis Eliza Bertus Bremekamp. Parapentas silvatica ingår i släktet Parapentas och familjen måreväxter.

## Underarter
Arten delas in i följande underarter:
- P. s. latifolia
- P. s. silvatica